# Gormi
Gormi é uma cidade e uma nagar panchayat no distrito de Bhind, no estado indiano de Madhya Pradesh.

## Geografia
Gormi está localizada a 26° 36′ N, 78° 31′ L. Tem uma altitude média de 147 metros (482 pés).

## Demografia
Segundo o censo de 2001, Gormi tinha uma população de 17 255 habitantes. Os indivíduos do sexo masculino constituem 54% da população e os do sexo feminino 46%. Gormi tem uma taxa de literacia de 62%, superior à média nacional de 59,5%: a literacia no sexo masculino é de 72% e no sexo feminino é de 50%. Em Gormi, 17% da população está abaixo dos 6 anos de idade.